# Будзинский, Андрей Александрович
Андрей Александрович Будзинский (2 февраля 1917, Ростов-на-Дону — 6 июля 1989, Москва) — советский самбист, мастер спорта СССР, чемпион СССР по самбо, участник Великой Отечественной войны.

## Биография
Родился 2 февраля 1917 года.  До 1917 года семья Будзинских жила в Области Войска Донского (Ростовской области). Один из родственников Андрея — Владимир Будзинский. После революции 1917 года родные Андрея Будзинского были репрессированы, а семью сослали на Урал. В 14 лет Андрей Будзинский остался сиротой. В 1932 году Андрей перебрался в Москву. Близкая родственница в Москве — актриса Камерного театра Августа Миклашевская.
В 1935 году начал заниматься в секции борьбы вольного стиля (будущее самбо), которую в 1934 году организовал Василий Ощепков. В 1935 году Ощепков передал руководство секцией своему аспиранту по кафедре борьбы в ГЦОЛИФК Анатолию Харлампиеву.
Андрей Будзинский принимал участие в матчевой встречи «Москва – Ленинград» 1937 года по «борьбе вольного стиля дзюдо». Помимо него московскую команду представляли будущие участники первого чемпионата СССР по борьбе вольного стиля (самбо) 1939 года Н.Сазонов, Борис Васюков, В. Шинин, Валентин Сидоров, Николай Гладков, Анатолий Харлампиев.
Чемпион СССР по самбо 1939 года в легком весе, 1940 года в полусреднем весе. Выступал за ЦДКА (ЦСКА). Коронный бросок — мельница.
Участник Великой Отечественной войны, служил в войсках ПВО прожекторщиком (8-й зенитный прожекторный полк, 3-я зенитная прожекторная дивизия ПВО). Награждён орденом Отечественной войны II степени (6.04.1985), медалью «За оборону Москвы» (18.09.1944).
В 1960-е вел секцию самбо в МАТИ. В 1960-у и 70-е вел секцию самбо в МФТИ.
Последние годы жизни работал председателем Совета ветеранов самбо.
Похоронен на Котляковском кладбище Москвы.